# Johann Friedrich Naue
Johann Friedrich W. Naue (Halle, 17 november 1787 – aldaar, 19 mei 1858) was een Duits componist, muziektheoreticus, dirigent, organist en uitgever van kerkzangen.

## Levensloop
Naue was enige zoon van een welgestelde naald- of spelfabrikant. Hij kreeg zijn opleiding aan het gymnasium van de "Frankeschen Stiftungen". In deze tijd kreeg hij pianoles en was lid in het schoolkoor. Hij studeerde in Berlijn naast Felix Mendelssohn Bartholdy bij Carl Friedrich Zelter en kwam daardoor naast muziek van Johann Sebastian Bach en Georg Friedrich Händel vooral met Zelters revolutionaire institutie, de Sing-Akademie in Berlijn in contact.
In 1808 kwam hij terug naar Halle en studeerde bij Johann Friedrich Reichardt en de muziektheoreticus Daniel Gottlob Türk. Zijn studies voltooide hij in Wenen als leerling van Ludwig van Beethoven, die hem in 1823 zelfs een driestemmig canon op een tekst van Friedrich von Schiller (Kurz ist der Schmerz, WoO 163) opdroeg. Naue ontwikkelde zich tot een piano- en orgelvirtuoos. Gustav Schilling (1803-1881) schreef in zijn muzieklexicon over Naue onder andere:
Virtuoos op orgel en piano, gebruikte (hij) zijn krachten niet op die manier, zoals andere praktische kunstenaars het gewoonlijk doen, niet voor glans met technieke vaardigheden of überhaupt met een uiterlijke versiering, echter uitsluitend voor het oefenen en voor de studie van oude existente klassieke werken; en vandaar komt ook de buitengewone antiquarische vakbekwaamheid, welke wij aan Naue bewonderen moeten.
Nadat zijn vader overleden was, heeft hij het gehele vermogen verbruikt voor het aanleg van een onbeschrijflijk grote en tegelijk kostbare bibliotheek met oude meesterwerken, waarbij hij zijn focus erop richtte in bezit van de oudste kerkmelodieën en -gezangen te komen. Op advies van Zelter heeft hij dit formidabele bezit vanaf 1824 aan de Koninklijke bibliotheek, nu: Staatsbibliothek zu Berlin, verkocht.

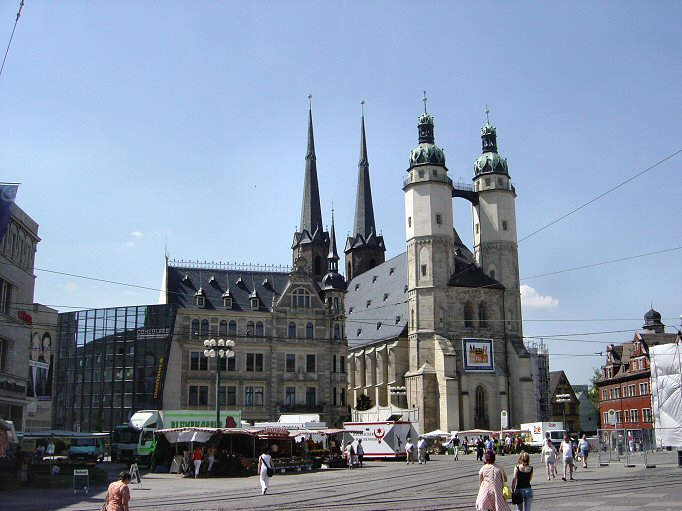
Marktkerk "Onze Lieve Vrouw" te Halle (Saale)

Na de dood van Daniel Gottlob Türk werd Naue in 1816 zijn opvolger als organist aan de marktkerk "Onze Lieve Vrouw" in Halle (Saale). Hij werd eveneens dirigent van de zogenoemde Stadtsingchor. In 1817 werd hij tot universiteitsmuziekdirecteur in Halle benoemd. In 1818 publiceerde hij het boek: Versuch einer musikalischen Agenda oder Altargesänge zum Gebrauche in protestantischen Kirchen. Samen met A. B. Marx kreeg hij van het Pruisische Consistorium de opdracht een Agende uit te werken. Door besluit van het Pruisische kabinet van 14 februari 1822 werd dit werk in alle garnizoengemeenten (-kerken) en militaire instituties ingevoerd en aan alle consistories met het verzoek gestuurd, dit werk als basiswerk voor ordinarium en proprium alsook voor casualieën (kerkelijke ceremonieën) te gebruiken. Het werk vond algemene toestemming en werd niet uitsluitend in de Pruisische kerken, maar ook in de Badische kerken gebruikt. Naue had de oude Gregoriaanse melodieën, zover ze voor het doel goed waren, vierstemmig bewerkt en ook eigen koorwerken bijgevoegd. Marx was verantwoordelijk de teksten te revideren en aan de smaak van die tijd aan te passen. Deze Agende liet Naue in 1829 een Allgemeins evangelisches Choralbuch in Melodien, größtentheils aus den Urquellen berichtigt, mit vierstimmigen Harmonien volgen.
Eveneens in 1829 organiseerde Naue te Halle (Saale) het eerste grote muziekfeest van de Thüringisch-Saksische zangfederatie naar het voorbeeld van de bekende Elbmuziekfeesten. Hiervoor zette hij zijn geheel persoonlijk erfgoed in, om het muziekleven in Halle vooraan te drijven. Een verder muziekfeest organiseerde hij in Erfurt. In gevolg van tragische aaneenschakelingen van omstandigheden kwam hij in een financieel en menselijk catastrofe voor de rest van zijn leven. Hij verbitterde en zoekt troost in de alcoholische dranken. In 1833 werd hij als dirigent van de zangacademie afgezet. Na ruzie met het kerkbestuur en de cantor van het kerkkoor nom hij in 1835 ontslag als organist aan de marktkerk "Onze Lieve Vrouw" in Halle (Saale). Hij solliciteerde nog als Domorganist, maar werd niet aangenomen, omdat hij toen al als  onbetrouwbaar aangezien werd. Hij werd blind en overleed in armoede.
In 1835 werd Naue tot ere-doctor in muziek van de universiteit Jena promoveert.

## Composities

### Werken voor orkest
- 1824 Triomfmars, voor gemengd koor en orkest (ter gelegenheid van de 10e verjaardag van de intocht van de geallieerde troepen in Parijs)
- 1824 Feestmuziek voor het verjaardagsfeest van de Koning op 2 augustus 1824
- 1834 Festmusik zur Einweihung des neuen hallischen Universitätsgebäudes am 31. Oktober 1834

### Werken voor harmonieorkest
- 1823 Triomfmars voor het ontvangst van de Pruisische kroonprinses Elise door de magistraat op 26 november 1823, voor gemengd koor en harmonieorkest
- 1828 Es schallt von tausend Enden ein Freudenruf durch Stadt und Land, feestmars en volkslied van Pruisen voor groot militair orkest en koor (ter gelegenheid van de verjaardag van de Koning)

### Missen en andere kerkmuziek
- 1816 Liturgie zur Trauerfeier zum Andenken der im Kampf für König und Vaterland Gebliebenen
- 1817 Arien und Chöre zur Reformationsfeier
- 1820 Osterkantate - "Sei festlich uns willkommen des Freudentages Strahl!", cantate
- 1829 rev.1832 Allgemeines evangelisches Choralbuch in Melodien
- 1832 Te Deum, voor solisten, gemengd koor en orkest
- 1835 In deiner Stärke freuet sich der König, Psalm
- 1837 Gott segne, Gott erhalte den Kronprinzen, cantate voor de verjaardag van de Pruisische kroonprins
- 1837 Feestzang "Sit deo gloria" - tekst: Niemeyer
- 1843 O Lamm Gottes (Agnus Dei) in e mineur, voor gemengd koor - tekst: Nikolaus Decius
- Hymnus Ambrosianus, voor gemengd koor

### Vocale muziek

#### Wereldlijke cantates
- 1815 Cantate, voor de zangacademie

#### Werken voor koor
- 1814 Festmusik zum 3. August 1814, voor solisten, gemengd koor en orkest
- 1814 Gesänge zur Geburtstagsfeyer des Königs am 3. August 1814, voor gemengd koor
- 1833 Morgen erwachet, dunkel entflieht der Morgen, voor gemengd koor
- 1833 Wenn die vöglein fröhlich singen, was ihr kleines Herz umfängt, voor gemengd koor
- 1840 Frisch auf, voor gemengd koor (voor het muziekfeest in Bitterfeld)
- 1840 Was nützt das Gold, voor gemengd koor
- 1843 Lebehoch, Lebelang, Lebewohl, voor mannenkoor

#### Liederen, solozang
- 1815 Rezitativ und Arie
- 1816 Musikalische Versuche, liederen, aria's en koren
- 1822 Kleine Lieder und Canzonetten, voor zangstem en piano
- 1848 Heil, heil dem schönen Tage, patriottisch lied

### Werken voor orgel
- 1826 Feestmuziek voor de inwijding van de orgel in de Ulrichskerk te Halle (Saale) met het koraal Anbetung, Ruhm und Ehre

### Verzamelingen
- 1818 Versuch einer musikalischen Agenda oder Altargesänge zum Gebrauch in protestantischen Kirchen
- 1821 Kirchenmusik verschiedener Zeiten und Völker, 3 vols.
- 1838 Liturgische Chöre aus alten Agenden und Missales der ersten Zeit der Reformation
- 1851 Liturgische Gesänge aus der Psalmodie von Lucas Lossius (Wittenberg 1553) und aus Luthers Ordnung des Gottesdienstes (Wittenberg 1526)
- Responsorien oder Chöre zu drei Liturgien mit eingelegten Sprüchen
- Sammlung von Motetten von Meistern wie Johann Christian Bach, Johann Michael Bach und Carl Friedrich Zelter

## Publicaties
- 1838 Von den wichtigsten Pflichten eines Organisten van Daniel Gottlob Türk (nieuwe bewerking van Johann Friedrich Naue)
- 1841 Kurze Anweisung zum Generalbaßspielen, van Daniel Gottlob Türk (in de 5e editie nieuw uitgegeven van Johann Friedrich Naue)
- 1849 Über den sogenannten quantitirend-rhythmischen Choral